# Красный Гай (Брянская область)
Красный Гай — поселок в Новозыбковском городском округе Брянской области.

## География
Находится в западной части Брянской области на расстоянии приблизительно 14 км на восток-северо-восток по прямой от районного центра города Новозыбков.

## История
Упоминался с 1930-х годов, но на карте 1941 года еще не был отмечен. До 2019 года входил в состав Старокривецкого сельского поселения Новозыбковского района до их упразднения.

## Население
Численность населения: 26 человек в 2002 году (русские 100 %), 9 в 2010.